# АС-44
Автомат Судаева (АС-44) — советский автомат, разработанный Алексеем Судаевым в 1944 году под промежуточный патрон 7,62 мм. В конкурсе НКО СССР он стал лучшим автоматом под промежуточный патрон. Такие его особенности, как вынос вверх затворной группы с большими зазорами, а также обеспечение контактного взаимодействия движущихся частей через малые площади, были внесены в конструкцию автомата Калашникова.

## История

### Разработка патрона
Зимой 1942—1943 годов советские войска на Волховском фронте захватили в качестве трофеев немецкие автоматические карабины Mkb.42(H). Новый немецкий автомат, по-существу представлявший новый класс стрелкового оружия, привлёк внимание советских военных, и в июле 1943 года на специальном заседании технического совета Наркомата вооружений заговорили об иностранных автоматических винтовках. Речь шла не только о Mkb.42(H), но и о поставленном по программе ленд-лиза американском карабине M1 Carbine калибра 7,62×33 мм. По результатам обсуждения было принято решение о том, что можно и нужно создавать оружие аналогичного класса с эффективной дальностью стрельбы порядка 400—500 м. Однако поскольку подобных боеприпасов в СССР не существовало, было принято решение о разработке нового промежуточного патрона (уменьшенной мощности).
При активном участии генерала В. Г. Фёдорова в техническое задание на новый патрон было заложено стразу несколько вариантов калибров — 5,6, 6,5 и 7,62 мм. Осенью 1943 года был разработан первый промежуточный патрон уменьшенной мощности калибра 7,62 мм (до 1948 года — патрон калибра 7,62 × 41 мм), его базовый вариант разработали в рекордно короткие сроки конструкторы Н. М. Елизаров и Б. В. Сёмин. В октябре 1943 года на совещании в Наркомате вооружений был принят для дальнейшей разработки этот патрон. Он имел остроконечную оболочечную пулю со свинцовым сердечником и гильзу бутылочной формы без выступающей закраины. Его дульная энергия составляла примерно 2/3 от 7,62-мм винтовочного патрона, а его баллистика была лучше, чем у американского патрона 7,62×33 мм. В декабре 1943 года выпустили пробную партию патронов.

### Конкурс
В ноябре 1943 года был объявлен конкурс на разработку индивидуального оружия под новый патрон, в том числе и на автомат. В первоначальном виде в тактико-технических требованиях автоматическое оружие должно было считаться оружием поддержки уровня отделения, а самозарядный карабин под новый патрон должен был стать новым оружием. Поэтому в мае 1944 года на конкурсе были представлены образцы, классифицируемые как автомат, так и как ручной пулемёт. Всего в конкурсе приняли участие образцы КБ Дегтярёва (два пулемёта, один с дисковым питанием на основе ДП-27 и второй с ленточным питанием, а также автомат от конструкторов Иванов и Александрович), Токарева (автоматы на базе винтовки АВТ), Симонова, Коровина, , Кузьмищева и Судаева.
На первом этапе конкурса было принято решение, что ни один из образцов не удовлетворяет полностью всем требованиям первоначального технического задания, однако именно автомат Судаева под индексом АС-44. выиграл первый этап и был признан лучшим по совокупности испытаний. Автомат зарекомендовал себя достаточно хорошо, но некоторые его детали (ударник и выбрасыватель) показали низкую живучесть. Автомат рекомендовалось доработать для повышения живучести деталей и надёжность работы автоматики. В августе 1944 года состоялся ещё один тур испытаний, в котором дополнительно участвовали автомат Булкина (на базе ручного пулемёта Bren с верхним расположением магазина) и автомат Шпагина (на базе ППШ со свободным затвором). В итоге автомат Шпагина выбыл из испытаний быстро, поскольку система со свободным затвором оказалась нежизнеспособной при использовании промежуточных патронов. Лидером снова признали АС-44, хотя опять не удалось выявить победителя. По кучности стрельбы с сошек автомат Судаева не уступал пулемёту ДП и превосходил все пистолеты-пулемёты по эффективности стрельбы, но проигрывал по точности и кучности стрельбы одиночными выстрелами винтовке Мосина. По завершении войсковых испытаний комиссия заявила:

Автомат под патрон образца 1943 г. может занять соответствующее ему место в системе стрелкового вооружения в армии и заменить штатные пистолеты-пулеметы (ППД-40, ППШ-41, ППС-43) при условии, что он не будет уступать им по маневренным качествам и кучности автоматической стрельбы.

Новый автомат имел другое устройство, которое отличалось от предыдущего образца. Весной 1945 года после ряда доработок, которые облегчили конструкцию всего оружия, экспериментальная партия автоматов была изготовлена на Тульском оружейном заводе. Испытания состоялись уже после завершения войны: весной-летом 1945 года в ГСВГ, а также в Московском, Ленинградском, Среднеазиатском и Закавказском военных округах и на Высших офицерских курсах «Выстрел» состоялись первые испытания. Общий опыт оказался положительным, но армейское руководство потребовало уменьшить массу оружия.
В октябре 1945 года Судаев представил ещё один модернизированный вариант под названием ОАС (облегчённый автомат Судаева) без сошек. Испытания показали снижение кучности стрельбы в связи с высокой отдачей. Живучесть также оказалась неудовлетворительной, и комиссия потребовала устранить недостатки. Однако 17 августа 1946 года Алексей Иванович Судаев после болезни скоропостижно скончался, и дальнейший ход работ над его автоматом был окончательно остановлен. В 1946 году на очередном туре испытаний лучшим был признан проект М. Т. Калашникова, а в ноябре его проект был одобрен для изготовления опытного образца — в Коврове были изготовлены опытные образцы автомата Калашникова под обозначением «АК-46».

## Конструкция
Автоматика АС-44 основана на отводе пороховых газов через отверстие в стенке ствола, с длинным ходом расположенного над стволом газового поршня и запиранием путём перекоса затвора в вертикальной плоскости. Ствольная коробка — стальная фрезерованная, внутри неё вывешена затворная группа для уменьшения чувствительности к загрязнению (позднее это решение использовал Калашников). Ударно-спусковой механизм — куркового типа, работал от боевой пружины. Предохранитель флажкового типа был размещён внутри спусковой скобы и запирал курок, а также совмещался с переводчиком. Выброс стреляной гильзы происходил при помощи выбрасывателя на затворе и отражателя на левой стенке ствольной коробки.
Автомат был снабжён деревянным прикладом и пистолетной рукояткой, а на дульном срезе ствола был тормоз-компенсатор. Стрельба велась как одиночным, так и непрерывным огнём с открытого затвора при помощи горизонтально перемещавшегося переводчика на левой стороне. Питание осуществлялось от отъёмного коробчатого магазина на 30 патронов с двухрядным их расположением. Прицельными приспособлениями являлась мушка на стойке в круглом намушнике с секторным целиком. Ведение огня допускалось на расстоянии до 800 м. На первых образцах были складные сошки, расположенные под стволом перед цевьём, а под стволом был также прилив для крепления штыка. От сошек позже Судаев отказался для уменьшения массы оружия.